# Wakasa de Changeman

Wakasa de Changeman é um single de Hironobu Kageyama (creditado como KAGE) lançado pela Nippon Columbia em 21 de setembro de 1985.

## Produção
Kageyama vinha se dedicando a sua carreira solo após o término da sua banda, LAZY, quando recebeu o convite de Hidetoshi Kimura, da Nippon Columbia, para gravar a abertura de Esquadrão Relâmpago Changeman. O diretor da gravadora sugeriu que, como era uma música para uma série Super Sentai, com o foco mais infantil, que o cantor poderia usar um pseudônimo para que se mantivesse um trabalho separado de sua carreira solo, e sugeriu a alcunha KAGE, que acabou sendo usada pelo artista por um tempo.
Como era de praxe na época, o cantor selecionado para uma série desse tipo fazia a abertura, o encerramento e várias outras dedicadas a personagens e até umas lançadas em álbuns que nunca tocaram na série de verdade. Kageyama acabou por gravar diversas músicas para Changeman, a maioria lançadas no álbum Dengeki Sentai Changeman Hit Kyokushuu. Após tal álbum, apenas as duas músicas deste single foram lançadas para a série.
Ambas foram compostas por Kohei Tanaka, que além de ter composto outras músicas para a série, tem uma longa carreira compondo músicas para anime e tokusatsu, tendo até vencido o Heisei Anisong Grand Prix (1989-1999) na categoria Melhor Composição por "Yuusha Ou Tanjou!", abertura de Yuusha Oh Gaogaigar; e "We Are!", primeira abertura de One Piece.

## Legado
O sucesso das músicas de Changeman foi tamanho que a carreira de Kageyama deu uma guinada e ele começou a se dedicar a lançar músicas para séries de tokusatsu e animes, atingindo grande sucesso com canções feitas para Hikari Sentai Maskman, Dragon Ball Z, Os Cavaleiros do Zodíaco, entre outros. Ele só voltaria a lançar um álbum de sua carreira solo quinze anos depois, com I'm in You, de 2000.
Em 1996, a gravadora relançou os álbuns das séries sentai em CD sob o nome Complete Song Collection Sentai. Em 19 de outubro daquele ano, foi lançada a nona edição da coleção, dedicada à Changeman. As dez músicas do álbum Dengeki Sentai Changeman Hit Kyokushuu mais as duas canções deste single foram finalmente reunidas num álbum só, além de várias versões instrumentais para karaokê.
Com o sucesso da série no Brasil, um álbum foi produzido no país. Nele, as duas músicas deste single ganharam versões em português, renomeadas como "Herói Verdadeiro" e "O Poder da Conversão", respectivamente.

## Faixas
| N.º            | Título                          | Letras          | Música         | Arranjo        | Duração |  |
| 1.             | "Wakasa de Changeman"           | Kouhei Oikawa   | Kohei Tanaka   | K. Tanaka      | 3:11    |  |
| 2.             | "Pinch wa Chance da, Changeman" | Kazunori Sonobe | K. Tanaka      | K. Tanaka      | 2:55    |  |
| Duração total: | Duração total:                  | Duração total:  | Duração total: | Duração total: | 6:06    |  |